# Scototrechus morti
Scototrechus morti – gatunek chrząszcza z rodziny biegaczowatych i podrodziny Trechinae.

## Taksonomia
Gatunek został opisany w 2010 roku przez Jamesa Iana Townsenda w 62 tomie Fauna of New Zealand. Nazwa gatunkowa nadana na cześć George'a Mortimera Townsenda.

## Opis
Ciało 8,9 mm długie, jednolicie brązowe, szersze niż u S. orcinus. Czułki sięgające wierzchołka pokryw, z małą szczecinką u nasady. Oczy zredukowane do skośno-owalnych okienek. Ząb bródki szeroki. Przedostatni człon głaszczków wargowych z dwiema dużymi szczecinkami pośrodku. Przedplecze tak długie jak szerokie. Tylna krawędź prosta, a boczna równo zaokrąglona do gwałtownego zafalowania przed ostrymi i nieco wystającymi kątami tylnymi. Linia środkowa dobrze wgłębiona, niesięgająca wierzchołka ani nasady. Pokrywy obniżone u nasady, o ramionach równo zaokrąglonych, międzyrzędach silnie wypukłych, trzecim międzyrzędzie z 3 szczecinkami, a rzędach z głębokimi i równymi punktami.Przednie golenie zewnętrznie wyżłobione. Segment genitalny z bocznymi ramionami złączonymi pośrodku. Aedeagus o wierzchołku przedłużonym w pogrubiałą wargę.

## Występowanie
Gatunek ten jest endemitem Nowej Zelandii, znanym wyłącznie z regionu Newlson na Wyspie Północnej.